# 阮福绵宿
阮福綿宿（越南语：／，1827年2月26日—1854年1月1日），越南阮朝明命帝第三十五子，生母貴人蓋氏禎。

## 生平
明命八年二月初一日（1827年2月26日），阮福綿宿在順化皇城出生。明命二十一年（1840年）四月，受封為巴川郡公（越南语：／）。嗣德六年十二月初三日（1854年1月1日），阮福綿宿去世，壽二十七歲，賜諡諒和。葬於承天府香水縣居正總楊春社，初入祀展親祠，咸宜元年（1885年）秋，改祀親勳祠。

## 子女
阮福綿宿無嗣。紹治帝曾御賜米字部起名。